# Ctenoplusia caudata
Ctenoplusia caudata là một loài bướm đêm trong họ Noctuidae.